# الرجل ذو القناع الحديدي
الرجل ذو القناع الحديدي أو ذو القناع الحديدي (بالفرنسية: L'Homme au Masque de Fer)‏ (بالإنجليزية: Man in the Iron Mask)‏ وهو اسم أطلق على سجين اعتقل في عام 1669 أو 1670 وسجن في عدة سجون، وأحد أشهر هذه السجون هو سجن الباستيل وحصن بيجنرول (المعروف بالوقت الحالي بينرولو). احتجز مع السجان بينين دوفيرن سان مارس لمدة 34 عاما. وقد توفي في 19 نوفمبر 1703 تحت اسم مستعار وهو مارشيولي، في عهد لويس الرابع عشر في فرنسا (1643-1715).
وقد اثار هذا اللغز خيال المؤرخين والأدباء إلى ابعد الحدود، لأن وجهه كان مخبأ بقناع من القماش الأسود المخملي ولم يره أحد ابدا. وقد خرج أحد الأدباء الفرنسيين بفكرة عجيبة ومنطقية للغاية من وجهة نظره واستغلت في عمل الفيلم السينمائي (الرجل ذو القناع الحديدي) حيث ذكر هذا الأديب ان السجين عبارة عن الأخ التوأم للملك (لويس الرابع عشر) لكن الفكرة لم تنل استحسان المؤرخين.